# Кожамбердинський сільський округ
Кожамберди́нський сільський округ (каз. Қожамберді ауылдық округі, рос. Кожамбердинский сельский округ) — адміністративна одиниця у складі Жанакорганського району Кизилординської області Казахстану. Адміністративний центр та єдиний населений пункт — село Кожамберді.
Населення — 786 осіб (2021; 897 у 2009, 992 у 1999, 934 у 1989).
Станом на 1989 рік існувала Томенарицька сільська рада (села Байкенже, Комунізм, Томенарик). Пізніше село Кожамберді (колишнє Комунізм) утворило окремий Кожамбердинський сільський округ.